# Calicivírus
A calicivírusok felelősek a vírus okozta gyomor és bélbetegségek 30-40%-áért, a gasztroenterális járványoknak pedig 75-89%-áért, amelyek hasmenést, intenzív hányást, esetleg lázat okoznak. A calicifertőzés nagyon gyors lefutású, ezért sokszor nem fordulnak orvoshoz a vírus hordozói, így gyakran nem derül fény a betegséget okozó vírus eredetére. Kortól függetlenül bármely életszakaszban előfordulhat. A calicivírus nagyon gyorsan mutálódik, így akik már átestek a megbetegedésen, azok számára sem jelent hosszú védettséget, ebből adódóan védőoltással nem előzhető meg. Járványok főként a zárt közösségekben, mint például iskolákban, óvodákban gyakoriak.

## A vírus taxonómiája
- család: Caliciviridae
  - nemzetség: Lagovirus; típusfaj: nyulak vérzéses betegségét okozó vírus
  - nemzetség: Nebovirus;
  - nemzetség: Norovirus; típusfaj: Norwalk vírus
  - nemzetség: Sapovirus; típusfaj: Sapporo vírus
  - nemzetség: Vesivirus; típusfaj: sertések hólyagos kiütését okozó vírus

## A calici vírus tulajdonságai
A calici víruscsalád állatokat megbetegítő tagjai már 1930 óta ismertek, a humán calici vírusfertőzést pedig 1968-ban fedezte fel Albert Z. Kapikian és munkatársai az Ohio állambéli Norwalk város iskolájában lezajló járvány során vett székletminták vizsgálata folyamán. A Lagovirus és Vesivirus nemzetség tagjai csak állati megbetegedéseket okoznak, míg a humán fertőzésért főleg a Norovirus és a Sapovirus nemzetségbe tartozó vírusok felelősek.
A calici vírusok nevüket az elektronmikroszkóp alatt látható 32 darab kehely (latinul calix) alakú struktúrából felépülő alakjukról kapták. Méretük 27-40 nanométer, ikozaéderes szimmetriájúak. Örökítőanyaguk egyszálú RNS(+), melynek mérete 7,3-8,3 kilobázis. Nem rendelkeznek enveloppal (lipidtartalmú burok), kapszidjuk (fehérjeburok) van.
Hagyományos virológiai módszerekkel a calici vírusok nem vizsgálhatóak, mert szövettenyészetben, kísérleti állatban nem szaporítható.

## A calici fertőzés tünetei, lefolyása
- hányás
- hasmenés
- hasfájás
- rossz közérzet
- hőemelkedés, vagy láz
- esetleg fejfájás
- ritkább esetben izomfájdalom

A calici vírus lappangási ideje viszonylag rövid, körülbelül 1-1,5 nap, ezt befolyásolja a fertőző vírusdózis nagysága. A betegség lefolyása 1-3 nap közé esik. A lefolyása azért ilyen gyors, mert az emberi szervezet egy laktoferrin nevű enzimmel képes hasítani a calici vírus burkát és ezáltal elpusztítja. A vírus a vékonybélbolyhok sejtjeit károsítja. A vírusfertőzés nem jár súlyos szövődményekkel, azonban kisgyermekek esetében a hasmenés okozta folyadék- és elektrolitvesztés miatt fenn áll a kiszáradás esélye, ezért esetükben a kórházi kezelés is szükségszerű lehet.

## A calici vírus terjedése
A fertőzés a vírust hordozó személyeken keresztül terjed. A kórokozó hasmenés és hányás eredményeként ürül ki a szervezetből, így szennyezett kézzel, tárgyakkal való érintkezés lehet a megbetegedés forrása. Ezen kívül nyers élelmiszerekben, vagy vízben is szintén előfordulhat a calici vírus. Nagyon virulens, már 10-100 részecske is elég a fertőzéshez.
Megvizsgálták, hogy van-e összefüggés az AB0 vércsoport és a vírusra való fogékonyság között, és azt találták, hogy a 0-s vércsoportúak nagyobb, a B-s vércsoportúak kisebb valószínűséggel fertőződnek meg.

## A calici fertőzés kezelése
A calici fertőzés kezelése tüneti jelleggel történik. Hasfogók és egyéb hasmenés tüneteire ható szerek szedése nem ajánlott, mert a vírus széklettel ürül ki a szervezetből. Antibiotikum szedése nem indokolt. Diétával, ágynyugalommal és a folyadék folyamatos pótlásával, körülbelül 3 nap után a hasmenéses, hányásos tünetek jelentősen enyhülnek, vagy teljesen meg is szűnnek. A calici fertőzés okozta erős hasmenés után érdemes a bélflóra regenerálása probiotikummal, ugyanis klinikailag igazolták, hogy csökkenti a hasmenés gyakoriságát és időtartamát.

## A calici fertőzés megelőzése
Mivel a calicivírus ellen nincs védőoltás, a megelőzésre kell nagy hangsúlyt fektetni. A higiéniás szabályok szigorú betartásával sok esetben megelőzhető a betegség. A nyersen fogyasztandó zöldségeket, gyümölcsöket alaposan meg kell mosni. A fertőzött által használt dolgokat (WC-ülőke, -lehúzó, kilincs, pohár, evőeszköz stb.) alaposan fertőtleníteni kell, mivel a vírus napokig fertőzőképes marad. A calici által fertőzöttnek kerülni kell a közösségeket (iskola, munkahely) a továbbfertőzés megakadályozása végett.